# Neverland Revisited
Neverland Revisited è il secondo (e ultimo) album discografico della rock band Circus Maximus in cui Jerry Jeff Walker militava, pubblicato dall'etichetta discografica Vanguard Records nel 1968.

## Tracce
Lato A
1. Hello Baby – 2:45 (Bob Bruno)
2. How's Your Sky, Straight Guy Spy – 2:04 (Bob Bruno)
3. Come Outside, Believe in It – 2:44 (Jerry Jeff Walker)
4. Parallel – 3:34 (Bob Bruno)
5. Trying to Live Right – 2:37 (Jerry Jeff Walker)
6. Lonely Man – 2:04 (Bob Bruno)

Durata totale: 15:48
Lato B
1. Mixtures – 2:23 (Jerry Jeff Walker)
2. Negative Dreamer Girl – 2:39 (Jerry Jeff Walker)
3. Neverland – 4:31 (Bob Bruno)
4. Neverland Revisited – 1:36 (Bob Bruno)
5. Hansel and Gretel – 5:59 (Jerry Jeff Walker)

Durata totale: 17:08

## Musicisti
- Bob Bruno - chitarra solista, pianoforte, organo
- Bob Bruno - voce solista (brani: Hello Baby / How's Your Sky, Straight Guy Spy / Parallel / Lonely Man / Neverland)
- Jerry Jeff Walker - chitarra ritmica
- Jerry Jeff Walker - voce solista (brani: Come Outside, Believe in It / Trying to Live Right / Mixtures / Negative Dreamer Girl / Hansel and Gretel)
- Pete Troutner - chitarra ritmica, tamburello
- Pete Troutner - chitarra solista (brano: Parallel)
- Pete Troutner - voce solista (brano: Hansel and Gretel)
- Gary White - basso, accompagnamento vocale
- David Scherstrom - batteria

Note aggiuntive:
- Dan Elliot - produttore
- Registrato a New York nel 1968
- Ed Friedner - ingegnere della registrazione
- Joel Brodsky - fotografie
- Jules Halfant - direzione artistica[1]